# Vettenia (cràter)
Vettenia és un cràter amb coordenades planetocèntriques de 6.92 ° de latitud nord i 231.43 ° de longitud est, sobre la superfície de l'asteroide del cinturó principal (4) Vesta. Fa 18.89 km de diàmetre. El nom adoptat com a oficial per la UAI el cinc de febrer de 2014 fa referència a Veneneia, una verge vestal romana.